# Santuario della Madonna della Neve (Vercana)
Il Santuario della Madonna della Neve è un edificio di culto cattolico di Vercana, in provincia e diocesi di Como; fa parte del vicariato di Gravedona.

## Storia e descrizione
La località Carate ospita il santuario della Madonna della Neve, costruito nel 1630 in ringraziamento per la fine della peste.
Il Santuario venne edificato in sostituzione di una cappelletta quattrocententesca che ospitava un'immagine della Beata Vergine, raffigurazione tuttora conservata nell'altare maggiore della chiesa.
Il campanile del ospita una campana fusa nel 1639 fusa in loco dal fonditore lorenese Giovanni Bonavilla e rifusa successivamente da Nicolò Comolli di Como nel 1715

### Organo
La chiesa possiede un prezioso organo del 1679, costruito da Carlo Prati. Lo strumento presenta la seguente disposizione fonica:
- Principale 8',
- Ottava,
- XV, XIX, XXII,
- Flauto in XII e Voce Umana. L'organo ha inoltre una tastiera di 45 tasti e una pedaliera di 9 note costantemente unita al manuale.